# Glen Ballard
Glen Ballard (Natchez, 1 de maio de 1953) é um compositor e produtor musical estadunidense, mais conhecido por ter produzido o álbum Jagged Little Pill da canadense Alanis Morissette, por ser o primeiro produtor da cantora pop Katy Perry, por dividir letras com a banda de hard rock americana Aerosmith, e por sua parceria com o ex-Beatle Ringo Starr, com quem dividiu a composição da canção Electricity, no álbum Give more love, o 19º da carreira solo do baterista. Glen começou a ter aulas de piano ainda criança e posteriormente aprendeu guitarra. Ele tinha 10 anos de idade quando escreveu sua primeira música, e começou a participar de bandas de rock quando estava na 5ª série.
Ele compôs seu maior sucesso com a cantora Siedah Garret chamado Man In The Mirror de Michael Jackson.
1. ↑  «Glen Ballard Interview - Hit Songwriter & Producer». Songwriter Universe | Songwriting News, Articles & Song Contest (em inglês). 27 de agosto de 2015. Consultado em 1 de junho de 2021